# Сельское поселение село Ямск
Се́льское поселе́ние село Ямск — упразднённое муниципальное образование в бывшем Ольском муниципальном районе Магаданской области Российской Федерации.
Административный центр — село Ямск.

## История
Статус и границы сельского поселения установлены Законом Магаданской области от 28 декабря 2004 года № 511-ОЗ «О границах и статусе муниципальных образований в Магаданской области»

Законом Магаданской области от 8 апреля 2015 года № 1883-ОЗ 1 мая 2015 года городское поселение «посёлок Ола», сельские поселения «посёлок Армань», «село Балаганное», «село Гадля», «село Клёпка», «село Талон», «село Тауйск», «село Тахтоямск» и «село Ямск» преобразованы путём объединения во вновь образованное муниципальное образование «Ольский городской округ» с административным центром в посёлке Ола.

## Население
| 2010 | 2012 | 2013 | 2014 | 2015 |
| ---- | ---- | ---- | ---- | ---- |
| 106  | ↘91  | ↗93  | ↘85  | ↘83  |

## Состав сельского поселения
| № | Населённый пункт | Тип населённого пункта       | Население |
| - | ---------------- | ---------------------------- | --------- |
| 1 | Ямск             | село, административный центр | ↗111      |